# Леарт Докле
Леарт Докле е български актьор роден в Албания, от български и гръцки произход.

## Биография
Роден е в Албания. Баща му, актьорът и режисьор Зехрудин Докле е българин от албанската част на областта Гора, а майка му, гръцката певица Клеопатра Докле, популярна в Албания.
През 2013 г. завършва актьорско майсторство за драматичен театър в НАТФИЗ „Кръстю Сарафов“ в класа на проф. Пламен Марков.
Освен български език владее още английски, италиански, албански, гръцки и испански.

## Филмография
Участва в телевизионните сериали:
- „Под прикритие“
- „Стъклен дом“[1]
- „Пътят на честта“ – Страхил (сезон 1)
- „Братя (сериал)“[3] – Димитър Йорданов – Боксьора (сезон 1)
- С река на сърцето (2022)

Както и във филмите:
- „Без крила“ (2024) - Петър Дачев

- „Код червено“ (2013)
- „Септември в Шираз“ (2015)
- „Воевода“ (2016) – Пейчо Пейчинов
- „Врагове“ (2017) – фелдфебел Диков
- "Берлингуер. Голямата амбиция" (2024)

## Дублаж
- „Сами вкъщи“ (2016) – Бъди
- „Тайлър Пери представя „Младият Дилън““ (2020) – Майлс (до 6-ти епизод на 2-ри сезон)